# 1982
1982 (MCMLXXXII) je bilo navadno leto, ki se je po gregorijanskem koledarju začelo na petek.

## Dogodki
- 2. februar – pričetek pokola v Hami (Sirija)
- 19. marec – argentinska vojska zasede Južno Georgio, kar izzove falklandsko vojno
- 2. april – začetek falklandske vojne – Argentina napade Falklandske otoke
- 17. april – s sprejetjem ustave pridobi Kanada popolno politično neodvisnost od Združenega kraljestva
- 25. april – v skladu z mirovnim sporazumom z Egiptom se Izraelska vojska umakne s Sinajskega polotoka
- 24. maj – Jurij Vladimirovič Andropov postane sekretar Komunistične partije Sovjetske zveze
- 30. maj – Španija postane prva nova članica zveze NATO po sprejetju Zahodne Nemčije leta 1955
- 12. junij – na shodu v protest proti jedrskem orožju v New Yorku se zbere 750.000 ljudi
- 14. junij – s porazom Argentine se konča falklandska vojna
- 6. julij – najdaljši lunin mrk 20. stoletja traja 106 minut
- 17. avgust – na nemškem trgu se pojavijo prve zgoščenke (CDji)
- 21. september – Organizacija združenih narodov prvič proslavlja mednarodni dan miru
- 1. oktober – Helmut Kohl postane nemški kancler
- 12. november – Jurij Vladimirovič Andropov nadomesti pokojnega Brežnjeva na mestu generalnega sekretarja Komunistične partije Sovjetske zveze
- 1. december – Michael Jackson izda album Thriller, ki postane najbolj prodajan glasbeni album v zgodovini

## Rojstva
- 5. januar – Neža Buh - Neisha, slovenska pevka, skladateljica in pianistka
- 5. januar – Janica Kostelić, hrvaška alpska smučarka
- 25. januar – Noemi, italijanska pevka
- 31. januar – Denis Avdić, radijski voditelj
- 3. marec – Jessica Biel, ameriška igralka
- 30. marec – Jure Natek, slovenski rokometaš
- 22. april – Kaká, brazilski nogometaš
- 30. april – Kirsten Dunst, ameriška filmska igralka, pevka
- 10. junij – Princesa Magdalena, vojvodinja Hälsinglandska in Gästriklandska
- 13. junij – Kenenisa Bekele, etiopski atlet, tekač na dolge proge
- 5. julij – Beno Udrih, slovenski košarkar
- 4. avgust – Severa Gjurin, slovenska glasbenica
- 11. november – Mark Appleyard, kanadski poklicni rolkar
- 26. december – Aksel Lund Svindal, norveški alpski smučar

## Smrti
- 6. marec – Ayn Rand, rusko-ameriška pisateljica in filozofinja (* 1905)
- 29. marec – Carl Orff, nemški skladatelj in pedagog (* 1895)
- 8. maj – Gilles Villeneuve, kanadski dirkač Formule 1 (* 1950)
- 17. junij – Roberto Calvi, italijanski bankir in prostozidar (* 1920)
- 24. junij
  - Duša Počkaj, slovenska filmska in gledališka igralka (* 1924)
  - Kiril Nikolajevič Tavastšerna, ruski astronom (* 1921)
- 4. julij – Silvestre Antonio Guzmán Fernández, dominikanski poslovnež in politik (* 1911)
- 18. julij – Roman Osipovič Jakobson, ruski lingvist (* 1896)
- 19. julij – Hugh Everett III, ameriški fizik (* 1930)
- 10. avgust – Marja Boršnik, slovenska literarna zgodovinarka (* 1906)
- 12. avgust – Henry Jaynes Fonda, ameriški ilmski igralec (* 1905)
- 5. september – sir Douglas Bader, britanski vojaški pilot, letalski as, častnik (* 1910)
- 20. september – Janko Ravnik, slovenski pianist, skladatelj, glasbeni pedagog, fotograf in filmski režiser (* 1891)
- 16. november – Pavel Sergejevič Aleksandrov, ruski matematik (* 1896)
- 19. november – Erving Goffman, kanadski sociolog (* 1922)
- 18. december – Hans-Ulrich Rudel, nemški častnik, letalski as, nacist, politik, alpinist in pisatelj (* 1916)
- 19. december – Dwight Macdonald, ameriški radikalni levičar, anarhist in družbeni kritik (* 1906)

## Nobelove nagrade
- Fizika – Kenneth G. Wilson
- Kemija – Aaron Klug
- Fiziologija ali medicina – Sune K. Bergström, Bengt I. Samuelsson, John R. Vane
- Književnost – Gabriel García Márquez
- Mir – Alva Myrdal, Alfonso García Robles